# IC 4672
IC 4672 је спирална галаксија у сазвјежђу Паун која се налази на листи објеката дубоког неба у Индекс каталогу.
Деклинација објекта је - 62° 49' 56" а ректасцензија 18h 2m 14,8s. Привидна величина (магнитуда) објекта IC 4672 износи 14,6 а фотографска магнитуда 15,3. IC 4672 је још познат и под ознакама ESO 102-21, PGC 61307.